# بن هبرت
بن هبرت (انگلیسی: Ben Hebert؛ زادهٔ ۱۶ مارس ۱۹۸۳) ورزشکار کرلینگ اهل کانادا است.

## زندگی شخصی
هبرت متاهل و دارای دو فرزند است.  او یک مدیر توسعه کسب و کار با Caltech Surveys Ltd، عمدتاً یک شرکت نقشه برداری زمین نفت و گاز است که به غرب کانادا (BC، AB، SK، و MB) خدمات می دهد.  عموزاده های او دی جی و داستین کیدبی نیز مانند عمویش براد هبرت ، بیگودی هستند  . 